# ニャウンシェ
ニャウンシュエ（ビルマ語: ညောင်ရွှေ、慣用ラテン文字表記: Nyaung Shwe、ALA-LC翻字法: Ññoṅʻ rvhe、IPA: /ɲàʊN ɕwè/ ニャウンシュウェー）は、ミャンマー東部のシャン州にある町である。インレー湖の北側2、3kmに位置し、湖の観光拠点となる街で、数多くのホテルやゲストハウスがある。インレー湖へは運河を通じてボートで出ることができる。ヤンゴン、マンダレー、パガンなどからの長距離バスは、タウンジーの町に到着するため、タウンジーかその手前のジャンクションから、ピックアップ・トラックやタクシーなどに乗り換える必要がある。